# 311 South Wacker Drive
Le 311 South Wacker Drive est un gratte-ciel de la ville de Chicago, dans l'État de l'Illinois, aux États-Unis. Construit en 1990 et d'une hauteur de 293 mètres (961 pieds) avec 65 étages, il constitue le 9e plus haut gratte-ciel de Chicago et le 35e plus haut gratte-ciel des États-Unis.
Conçu par les agences d'architecture Kohn Pedersen Fox (KPF) et HKS, Inc.
Le 311 South Wacker Drive fut le plus haut bâtiment en béton armé du monde à son achèvement. Il fut également le plus haut bâtiment du monde connu uniquement par son adresse, jusqu'à ce qu'il soit dépassé en hauteur par le 432 Park Avenue à New York en 2015,. Il se trouve à proximité immédiate de la Willis Tower (anciennement « Sears Tower ») qui fut le plus haut gratte-ciel du monde entre 1973 et 1998 et des États-Unis jusqu'en 2013 à l'achèvement du One World Trade Center à New York.
Le niveau inférieur du jardin d'hiver a été conçu en vue d'une éventuelle connexion à la gare ferroviaire de Union Station par le biais d'un passage souterrain. Le bâtiment comprend également trois niveaux de parking souterrain. L'immeuble abrite des commerces de détail et des entreprises.

## Architecture

### Hall d'entrée
Le hall d'entrée du bâtiment est conçu comme un jardin d'hiver à deux niveaux (dont un souterrain) de 85 pieds (26 m) de haut et doté d'un plafond en verre. Il était autrefois planté de palmiers, cependant il possède toujours une fontaine et est soutenu par une ossature en acier influencée par les voies de chemin de fer et les ponts en acier surélevés de l'ingénieur Charles Yerkes pour la construction du circuit aérien du métro de Chicago.
Il a été conçu à la manière d'un hall de gare ferroviaire ou d'une salle des pas perdus permettant de relier Union Station, située à proximité, en passant par un tunnel de tramway désaffecté sous la branche sud de la rivière Chicago.
La sculpture en bronze de Raymond Kaskey Gem of the Lakes surplombe le jardin depuis l'entrée de Wacker Drive. La forme de la coquille de la fontaine est inspirée du sceau de la ville, avec une figure héroïque représentant Chicago comme la « ville aux larges épaules », portant une cape symbolisant le grand exploit d'ingénierie qui a inversé le cours de la rivière Chicago.

### Couronne
Le sommet du bâtiment est un cylindre translucide de 32 m de haut, entouré de quatre autres cylindres plus petits, qui s'inspire de la forme du sommet de la Tribune Tower. Cela en fait l'un des gratte-ciel les plus visibles de Chicago la nuit, car sa couronne bénéficie d'un éclairage puissant.
Les cinq cylindres du sommet sont éclairés la nuit par 1 852 tubes fluorescents, et une lanterne située au sommet change de couleur en fonction des fêtes et des événements spéciaux.